# Ay-O

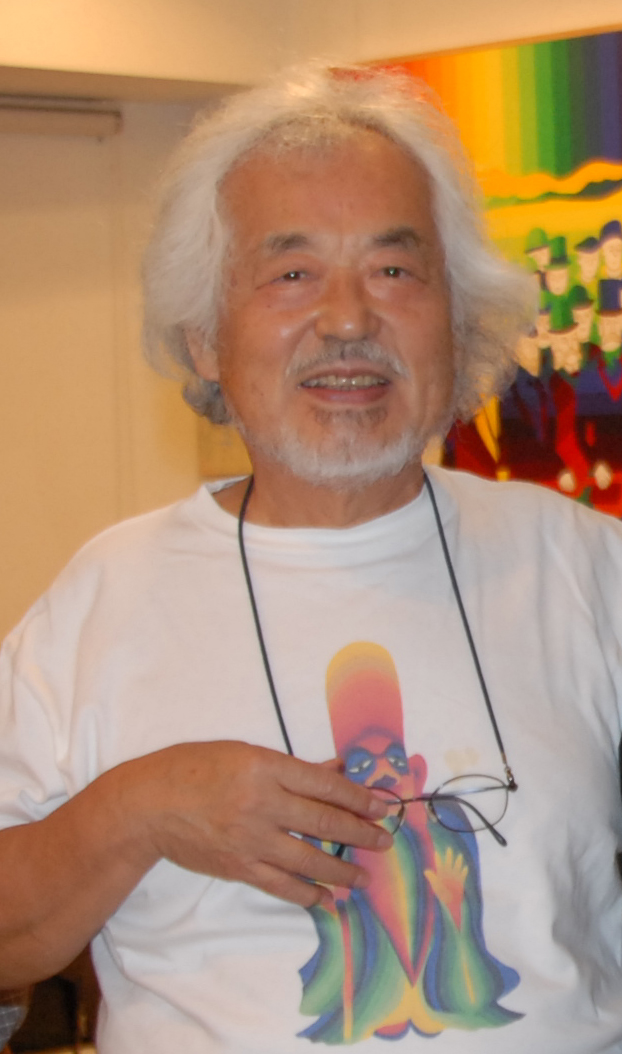
Ay-O (2007)

 Ay-O (jap. 靉嘔, Ai Ō, wirklicher Name: Takao Iijima (飯島 孝雄, Iijima Takao); * 19. Mai 1931, Tamatsukuri (heute: Namegata), Präfektur Ibaraki) ist ein japanischer Fluxuskünstler.
Ay-O, mit bürgerlichem Namen Takao Iijima, studierte bis 1945 Kunst an der Bildungshochschule Tokio. Seine Karriere begann in der Demokrato Artist Association von El-Q, die bekannt für die Förderung künstlerischer Freiheit und Unabhängigkeit war. Sein künstlerisches Schaffen ist geprägt von der Zusammenarbeit mit Fluxus-Künstlern wie George Maciunas, Emmett Williams, Dick Higgins und Nam June Paik.
Ay-Os Siebdrucke and Radierungen in Regenbogenfarben sind international bekannt und haben ihm den Beinamen „Regenbogen-Mann“ eingebracht. Weitere Werkbereiche sind „Finger Boxes“ und Happenings. Sein erstes „rainbow happening“ wurde 1964 in der Carnegie Hall in New York aufgeführt.
1968 bis 1969 war Ay-O Hochschullehrer an der University of Kentucky.
Seit 2008 sind einige seiner Werke im museum FLUXUS+ in Potsdam ausgestellt.

## Ausstellungen (Auswahl)
- 1966: Biennale di Venezia, Venedig
- 2009: In The Making… – Werke aus den Sammlungen Hamburger Bahnhof – Museum für Gegenwart, Berlin
- 2012: Over the Rainbow, Ay-O Restrospective 1950–2006, Museum of Contemporary Art (Tokio) (MOT), Tokio
- 2012: Tokyo 1955–1970: A New Avant-Garde MoMA Museum of Modern Art, New York
- 2016: Leuchte!, Museum für moderne Kunst, Bremen